# Max Martini
Max Martini, eg. Maximilian Carlo Martini, född 11 december 1969 i Ulster County, New York, USA, är en amerikansk skådespelare.
Han har studerat vid the School of Visual Arts på Manhattan men sadlade om till skådespelare.
Har medverkat i Rädda menige Ryan, Cement, Backroads, 24, CSI: Miami och The Unit.

## Filmografi (urval)
- 1997 – Kontakt - Willie
- 1998 – Rädda menige Ryan - korpral Henderson
- 2000 – Cement - Mic
- 2001 – Another Day
- 2003 – Backroads - Larry
- 2003 – 24 (TV-serie) - Steve Goodrich
- 2003–2005 – CSI: Miami (TV-serie) - Bob Keaton
- 2006–2009 – The Unit (TV-serie) - Mack Gerhardt
- 2011 – Colombiana - Robert Williams, agent
- 2013 – Pacific Rim - Herc Hansen
- 2014 – Sabotage - Pyro
- 2015 – Fifty Shades of Grey - Taylor
- 2017 – Fifty Shades Darker - Taylor